# اقلیدس (فضاپیما)
اقلیدس (انگلیسی: Euclid)، یک تلسکوپ فضایی ۶۰۰ مگا پیکسلی با دید گسترده برای ثبت نور مرئی و طیف‌سنج نزدیک به فروسرخ کهکشان‌های کشف‌ شده است که آن را آژانس فضایی اروپا (ESA) و کنسرسیوم اقلیدس ساخته است. مأموریت اقلیدس که با هدف درک بهتر انرژی تاریک و ماده تاریک با اندازه‌گیری دقیق انبساط پرشتاب جهان طراحی شده در اول ژوئیهٔ ۲۰۲۳ به فضا پرتاب شد. پس از نزدیک به یک ماه اقلیدس به مقصد خود پیرامون یک مدار هاله در نقطه دوم لاگرانژی L2 خورشید- زمین، در فاصلهٔ متوسط ۱٫۵ میلیون کیلومتر از مدار زمین (حدود چهار برابر فاصلهٔ زمین-ماه) رسید. پیش‌بینی شده که این تلسکوپ در آنجا دست کم برای مدت شش سال به‌صورت فعال به کار خود ادامه خواهد داد.
برای دستیابی به اهداف خود، «تلسکوپ نوع کورش» شکل کهکشان‌ها را در فواصل مختلف از زمین اندازه‌گیری کرده و رابطه بین فاصله و انتقال سرخ را بررسی خواهد کرد؛ به‌طور کلی پذیرفته شده انرژی تاریک و جهان در حال انبساط است، بنابراین درک این رابطه نحوهٔ درک فیزیکدانان و اخترفیزیکشناسان از آن را دقیق‌تر می‌کند. مأموریت اقلیدس دست‌آوردهای تلسکوپ پلانک (۲۰۰۹ تا ۲۰۱۳) آژانس فضایی اروپا را پیشرفت داده و تکمیل می‌کند. این مأموریت به نام ریاضیدان یونان باستان اقلیدس اسکندریه‌ای نامگذاری شده است.
اقلیدس یک مأموریت کلاس متوسط ("کلاس M") است و بخشی از کمپین چشم‌انداز کیهانی ۲۰۱۵-۲۰۲۵ (Cosmic Vision) برنامهٔ علمی ESA است. سقف بودجه ESA برای این کلاس از مأموریت‌ها در حدود ۵۰۰ میلیون یورو است. در اکتبر ۲۰۱۱ اقلیدس به همراه مدارگرد خورشیدی از میان چندین مأموریت رقیب دیگر برای اجرا برگزیده شد. برنامه‌ریزی شده‌بود که پرتاب بین ژوئیه و دسامبر ۲۰۲۲ انجام شود. در نوامبر ۲۰۲۱ اعلام شد که برنامهٔ پرتاب در سه ماههٔ اول سال ۲۰۲۳ انجام می‌شود.
تا پیش از حملهٔ روسیه به اوکراین، قرار بود که اقلیدس در سال ۲۰۲۳ از روی یک سایوز-۲ ST-B روسی به فضا پرتاب شود.در نهایت تلسکوپ فضایی اقلیدس در ۱ ژوئیهٔ ۲۰۲۳ بر روی وسیلهٔ پرتاب «فالکون ۹ بلوک ۵» با موفقیت راه‌اندازی شد.
در ۷ نوامبر ۲۰۲۳ مأموریت فضایی اقلیدس ESA نخستین تصویرهای تمام رنگی از کیهان را نشان داد. این تلسکوپ تصویرهای نجومی بسیار دقیقی را از قسمت بزرگی از آسمان از دیدگاه دوردست کیهان ایجاد کرده است. این پنج تصویر توانایی بالقوهٔ  کامل اقلیدس برای ایجاد گسترده‌ترین نقشهٔ سه بعدی کیهان تاکنون را نشان می‌دهد.

## هدف و روش‌های علمی
تلسکوپ اقلیدس با اندازه‌گیری اثر انتقال سرخ کهکشان‌ها به مقدار ۲، که معادل مشاهده ۱۰ میلیارد سال گذشته است، تاریخ انبساط جهان و تشکیل ساختار کیهانی را مطالعه خواهد کرد. ارتباط بین اشکال کهکشانی و اثر انتقال سرخ آنها به شما کمک می‌کند تا نشان دهد که چگونه انرژی تاریک در شتاب جهان نقش دارد. روش‌های مورد استفاده از پدیده عدسی گرانشی، اندازه‌گیری نوسانات بارین صدا و طیف‌سنجی فواصل کهکشانی بهره می‌برند.
پدیدهٔ عدسی گرانشی (یا برش گرانش) ناشی از انحراف پرتوهای نوری به دلیل وجود ماده ای است که به صورت موضعی انحنای فضا-زمان را اصلاح می‌کند: نوری که از کهکشان‌ها ساطع می‌شود و در نتیجه تصاویر مشاهده شده، در نتیجه عبور از کنار مواد واقع در امتداد خط دید، تحریف شده به نظر می‌رسد. این مواد تا حدی از کهکشانهای قابل مشاهده ساخته شده‌اند اما بیشتر ماده تاریک هستند. با اندازه‌گیری این برش می‌توان میزان ماده تاریکی را که وجود دارد استنباط کرد و درک نحوه توزیع آن را در جهان افزایش می‌دهد.
اندازه‌گیری طیفی به شما امکان می‌دهد تا اثرات انتقال قرمز کهکشان‌ها اندازه‌گیری شده و فاصله آنها با استفاده از قانون هابل تعیین شود. به این ترتیب دانشمندان می‌توانند توزیع سه بعدی کهکشانها را در جهان بسازند.
با استفاده از این داده‌ها می‌توان به‌طور همزمان خصوصیات آماری مربوط به توزیع ماده تاریک و کهکشان‌ها را اندازه‌گیری کرد، و اندازه‌گیری نحوه تغییر این خصوصیات با ادامه مشاهده فضاپیما در کهکشان‌های دوردست امکان‌پذیر است. مهم است که تصاویر با وضوح بالا تهیه کنید تا اندازه‌گیری دقیق کافی داشته باشید. هرگونه اعوجاج ذاتی سنسور باید در نظر گرفته شود و کالیبره شود، در غیر این صورت داده‌های به‌دست آمده کاربرد محدودی خواهند داشت.

## فضاپیما
مأموریت اقلیدس از ادغام دو مأموریت پیشنهادی در رابطه با پروژهٔ چشم‌انداز کیهانی ۲۰۱۵-۲۰۲۵ از میان پیشنهادهای ارائه شده در مارس ۲۰۰۷ حاصل شده: یکی (DUNE) کاوشگر جهان تاریک، و دیگری (SPACE) فضاپیمای رصدگر همهٔ آسمان. هر دو مأموریت تکنیک‌های مکملی را برای اندازه‌گیری هندسی جهان پیشنهاد کردند که پس از مرحلهٔ بررسی و ارزیابی، یک مأموریت ترکیبی از این دو حاصل شد. این مفهوم جدید مأموریت، اقلیدس نام گرفت و به این ترتیب از ریاضیدان یونانی اقلیدس اسکندریه‌ای (۳۰۰ سال قبل از میلاد) که پدر علم هندسه محسوب می‌شود، تجلیل می‌شود. در اکتبر ۲۰۱۱، مأموریت اقلیدس توسط کمیته برنامه علمی ESA برای اجرا برگزیده شد و در ۲۵ ژوئن ۲۰۱۲ به‌طور رسمی به تصویب رسید.
برای ساختن ماهواره ESA شرکت Thales Alenia Space ایتالیا را انتخاب کرد. درازای اقلیدس ۴٫۵ متر است و قطر آن ۳٫۱ متر و جرمی برابر ۲۱۶۰ کیلوگرم دارد.

## اجرای پروژه و داده‌ها
اقلیدس با فالکون ۹ از مرکز فضایی گویان، کورو راه‌اندازی شد. پس از ۳۰ روز سفر، برای طی مسیری با دامنهٔ بزرگ لیساجو (حدود ۱ میلیون کیلومتر) در اطراف نقطه L2 لاگرانژی خورشید - زمین تثبیت شد.
اقلیدس در طول مأموریت اسمی خود، که دست کم ۶ سال طول خواهد کشید، حدود ۱۵۰۰۰ deg2 درجه مربع را رصد می‌کند؛ که حدود یک سوم آسمان است، که با تمرکز بر آسمان خارج کهکشانی (آسمان رو به روی کهکشان راه شیری است).این بررسی با مشاهدات اضافی در حدود ۱۰۰ برابر عمیق‌تر (۲ مرتبه بزرگی) با اشاره به سه زمینهٔ مختلف واقع در نزدیکی قطب‌های دایرةالبروج و پوشش ۴۰ درجه ۲، تکمیل خواهد شد. در طول کل مأموریت به‌طور منظم از این سه زمینه بازدید می‌شود. آنها به عنوان زمینه‌های کالیبراسیون و برای نظارت بر پایداری عملکرد تلسکوپ و ابزار و همچنین تولید داده‌های علمی با مشاهدهٔ دورترین کهکشان‌ها و اختروش‌های جهان استفاده می‌شوند.
برای اندازه‌گیری انتقال قرمز شیدسنجی برای هر کهکشان با دقت کافی، مأموریت اقلیدس به داده‌های شیدسنجی (فوتومتریک) اضافی به دست آمده در حداقل ۴ فیلتر قابل مشاهده بستگی دارد. این داده‌ها از تلسکوپ‌های زمینی واقع در هر دو نیمکره شمالی و جنوبی برای پوشش کامل 15000 deg2 مأموریت به دست می‌آیند. در مجموع هر کهکشان مأموریت اقلیدس اطلاعات نورسنجی را حداقل در ۷ فیلتر مختلف با پوشش کل ۴۶۰–۲۰۰۰ نانومتر به‌دست خواهد آورد.
حدود ۱۰ میلیارد منبع نجومی توسط اقلیدس مشاهده می‌شود، از این تعداد ۱ میلیارد منبع برشی گرانشی آنها با دقت ۵۰ برابر دقیق‌تر از پیش با استفاده از تلسکوپ‌های زمینی اندازه‌گیری می‌شود. اقلیدس تغییرات سرخ طیفی را برای ۵۰ میلیون جسم اندازه‌گیری می‌کند.
بهره‌برداری علمی از این مجموعهٔ عظیم داده توسط یک کنسرسیوم تحت هدایت اروپا با بیش از ۱۲۰۰ نفر در بیش از ۱۰۰ آزمایشگاه در ۱۵ کشور (اتریش، بلژیک، دانمارک، فنلاند، فرانسه، آلمان، ایتالیا، هلند، نروژ، پرتغال، رومانی، اسپانیا، سوئیس، بریتانیا، کانادا و ایالات متحده) انجام می‌شود. کنسرسیوم اقلیدسهمچنین مسئول ساخت محمولهٔ ابزار اقلیدس و توسعه و اجرای بخش زمینی اقلیدس است که کلیه داده‌های جمع‌آوری شده توسط ماهواره را پردازش می‌کند. آزمایشگاه‌های مشارکت کننده در کنسرسیوم اقلیدس توسط آژانس‌های ملی فضایی آنها، که دارای مسئولیت برنامه‌ای سهم ملی خود هستند، و توسط ساختارهای تحقیقاتی ملی (آژانس‌های تحقیقاتی، رصدخانه‌ها، دانشگاه‌ها) بودجه و پشتیبانی می‌شوند. به‌طور کلی، کنسرسیوم اقلیدس تا زمان اتمام حدود ۳۰٪ از کل بودجه این مأموریت را تأمین می‌کند.

## نگارخانه تصویرهای نخستین تست

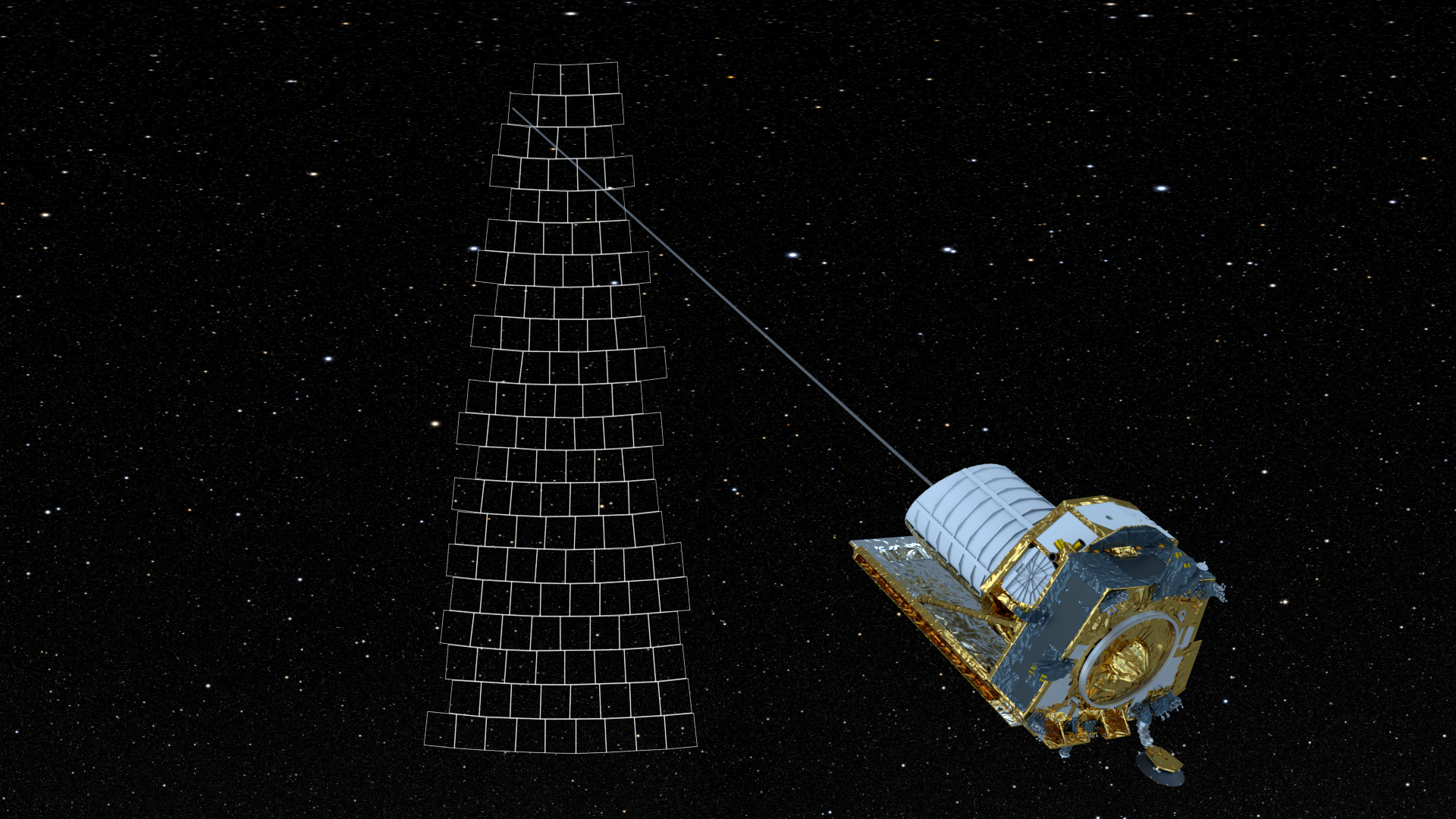
اقلیدس  با استفاده از روش «گام و خیره» آسمان شب را اسکن می‌کند و اندازه‌گیری‌های جداگانه را ترکیب می‌کند تا بزرگترین بررسی کیهان‌شناختی را که تاکنون در بررسی‌های مرئی و فروسرخ نزدیک انجام شده است، شکل دهد.
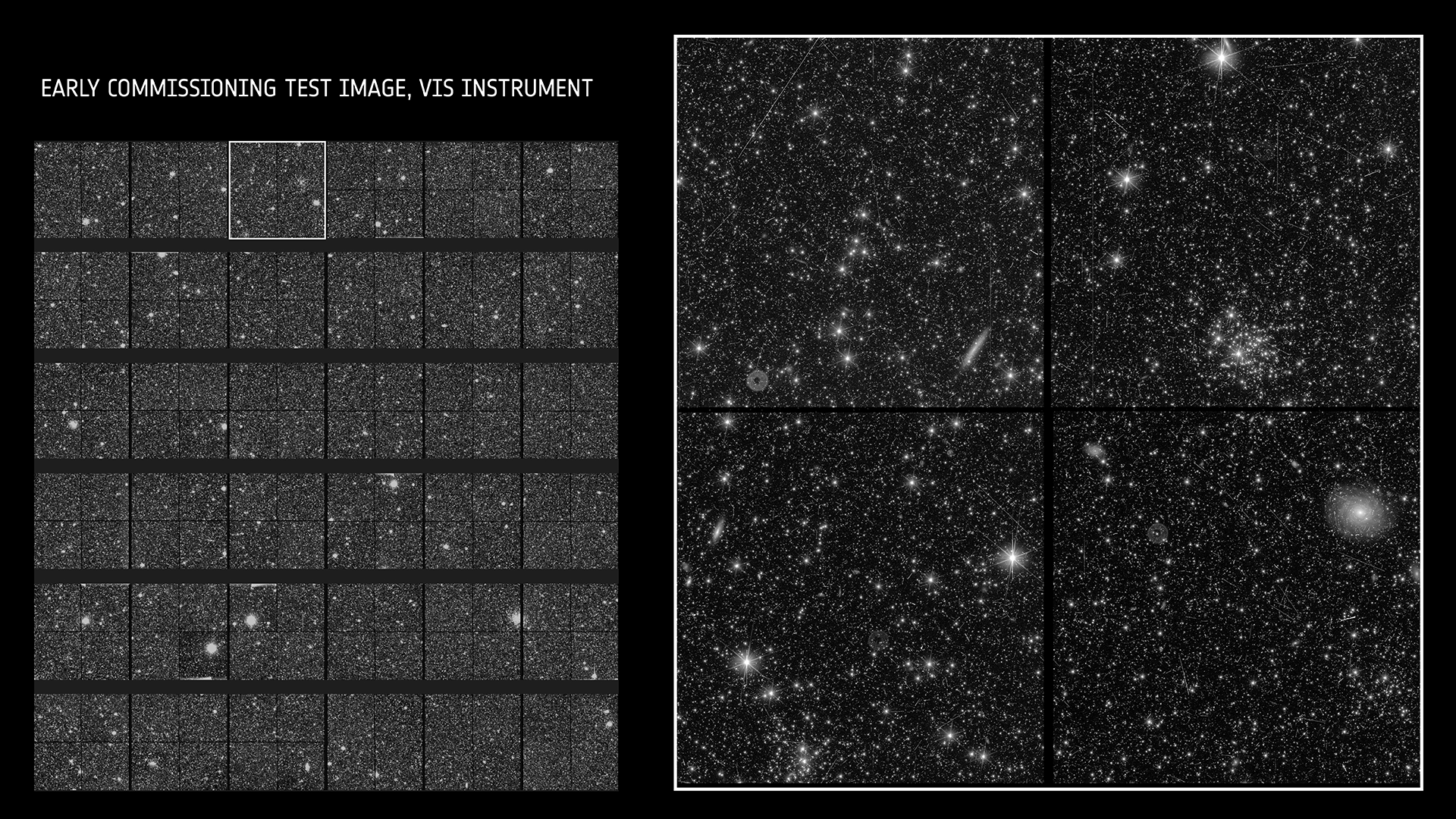
ابزار VIS تصویر تست اولیه راه‌اندازی
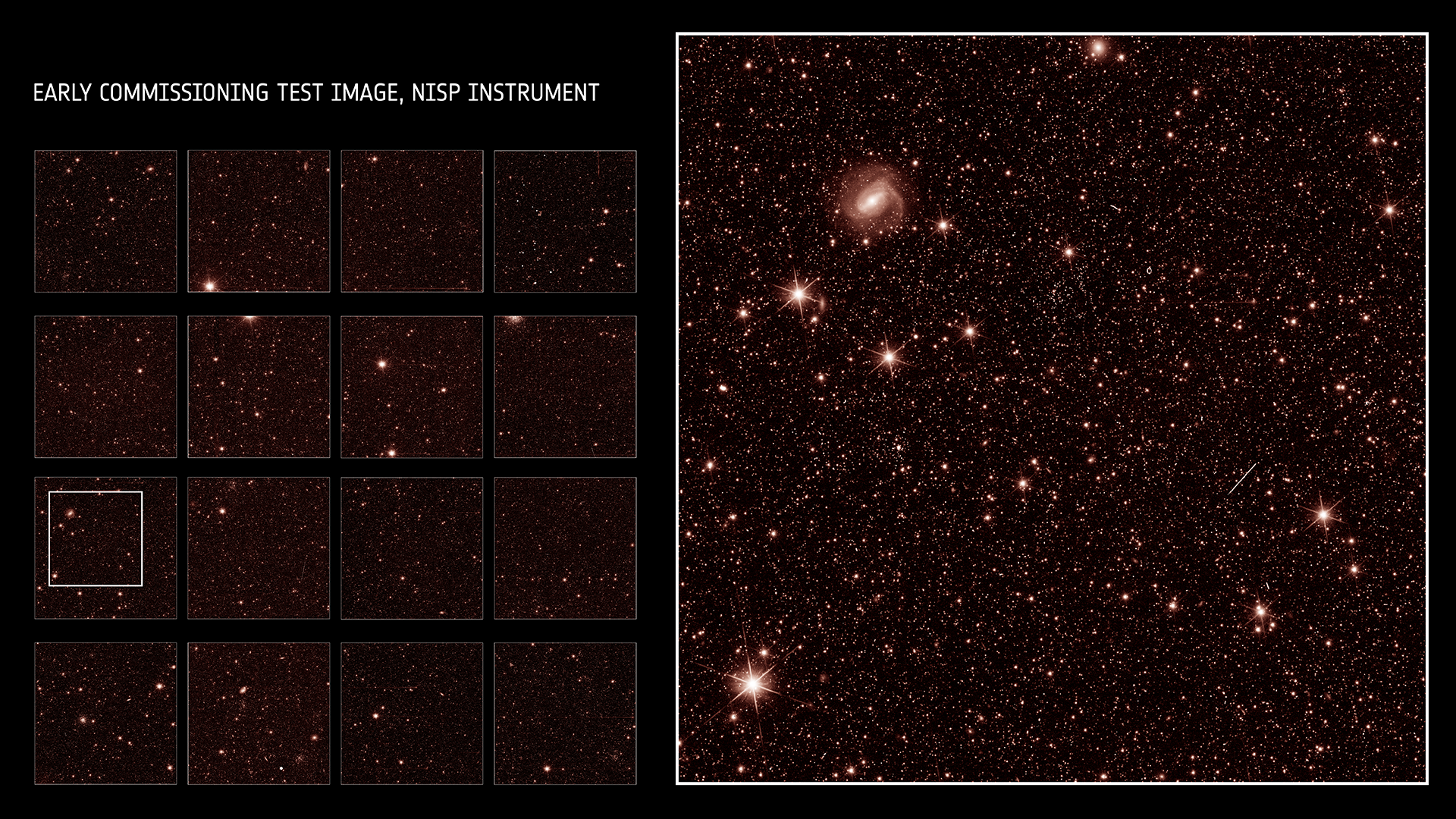
ابزار NISP تصویر تست راه‌اندازی اولیه
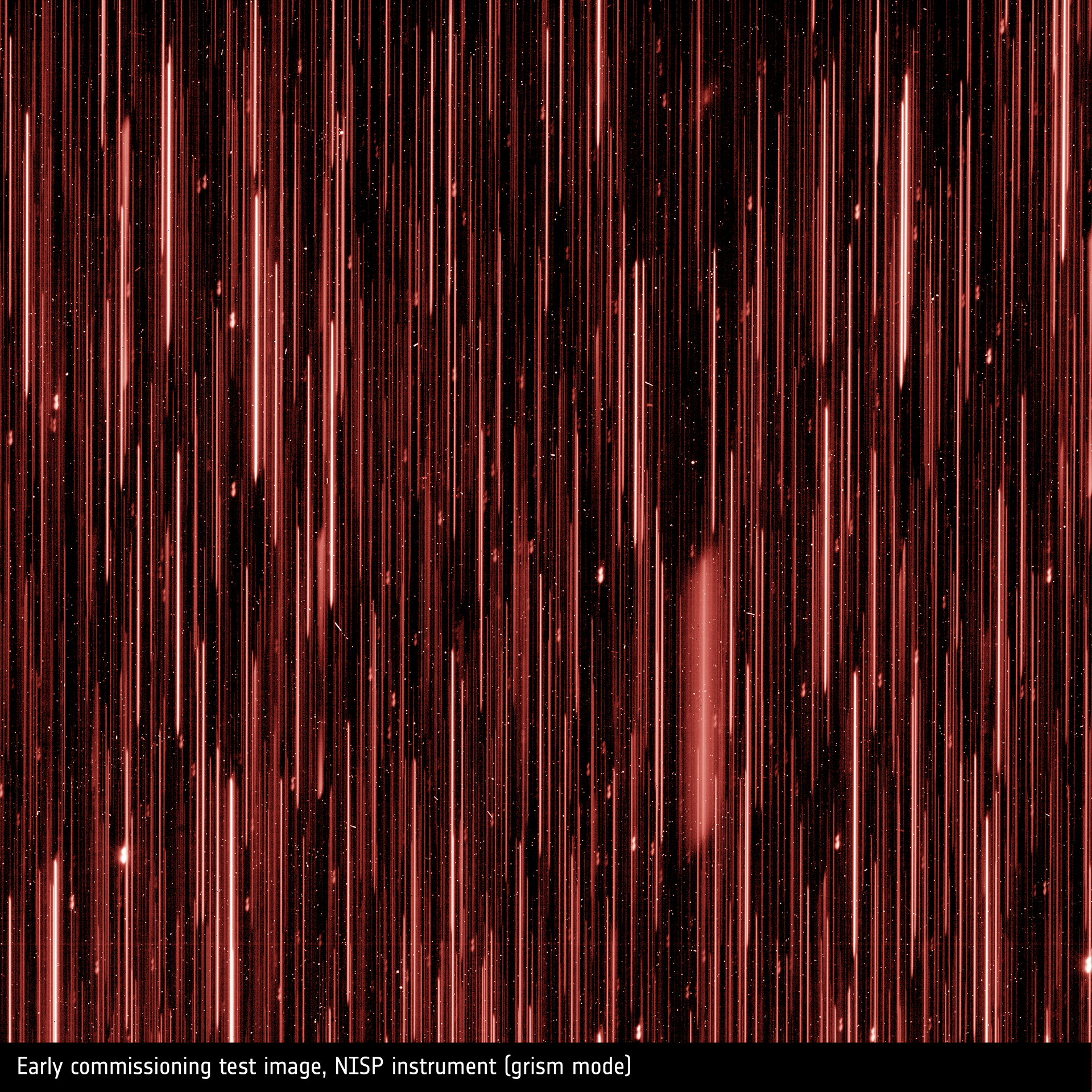
تصویر تست اولیه راه‌اندازی NISP حالت گریم دستگاه

Source:

## نگارخانه ۵ تصویر نخستین پس از آماده‌سازی

### خوشه کهکشانی پرسئوس

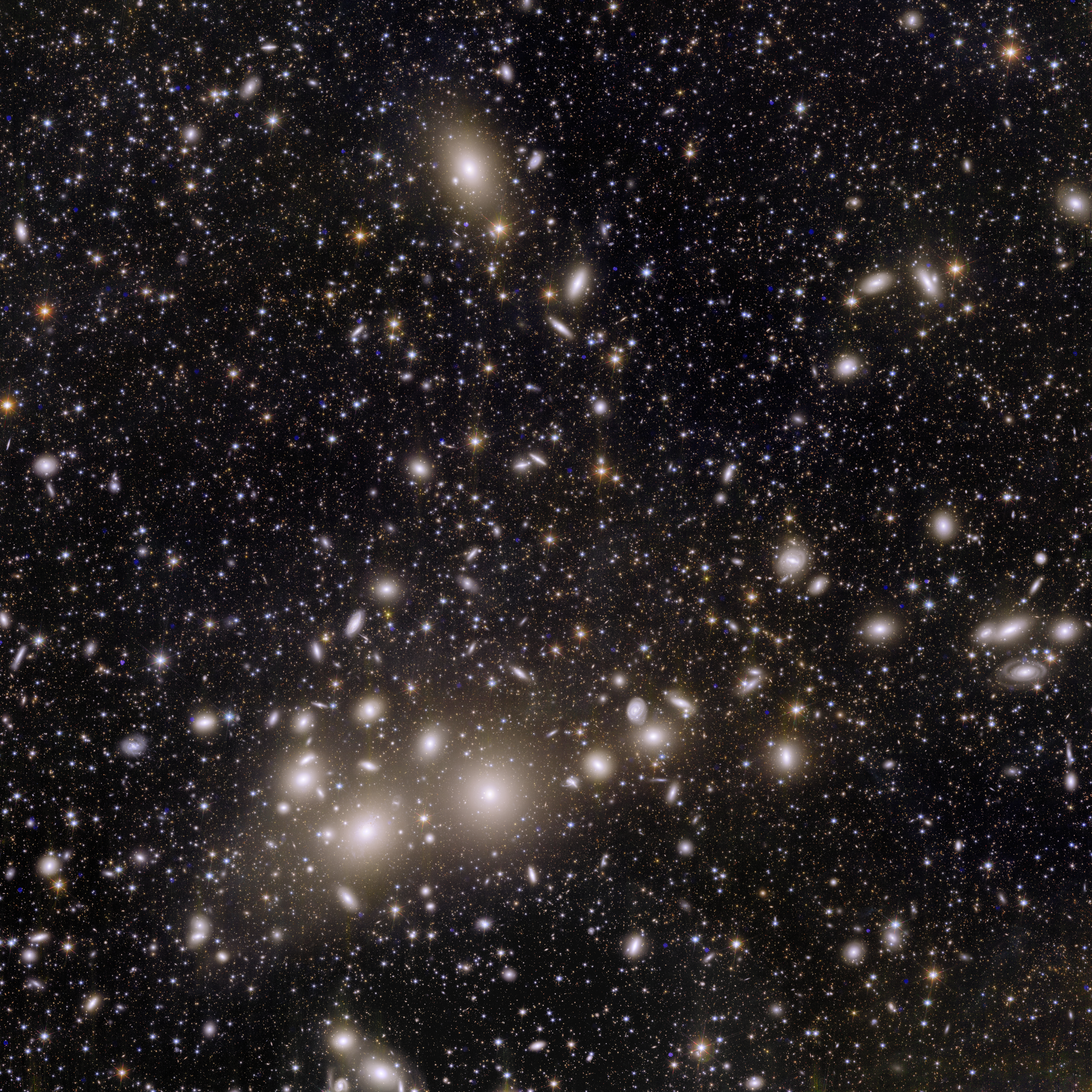
خوشه کهکشانی پرسئوس از دیدگاه اقلیدس کهکشان‌های ESA25170535

این نگارهٔ شگفت‌انگیز از اقلیدس انقلابی برای ستاره‌شناسی است. تصویر ۱۰۰۰ کهکشان عضو خوشه پرسئوس و بیش از ۱۰۰٬۰۰۰ کهکشان دیگر را در پس‌زمینه نشان می‌دهد که هر کدام شامل صدها میلیارد ستاره است. بسیاری از این کهکشان‌های کم نور پیش از این دیده نشده بودند. برخی از آنها به اندازه‌ای دور هستند که نور آنها ۱۰ میلیارد سال طول کشیده تا به اینجا برسد. کیهان‌شناسان با نقشه‌برداری از توزیع و شکل این کهکشان‌ها می‌توانند دانسته‌های بیشتری در مورد چگونگی شکل‌دادن ماده تاریک به کیهان که امروزه می‌بینیم، پیدا کنند. این
اولین باری است که با کمک تصویری به این بزرگی از همه کهکشان پرسئوس می‌توان با چنین کیفیتی جزئیات را ثبت کرد. پرسئوس یکی از بزرگ‌ترین سازه‌های شناخته شده در کیهان است که «تنها» در فاصلهٔ ۲۴۰ میلیون سال نوری از زمین قرار دارد و در برگیرندهٔ هزاران کهکشانی است که در ابر گسترده‌ای از گاز داغ غوطه‌ور شده‌اند. اخترشناسان نشان دادند که خوشه‌های کهکشانی مانند پرسئوس تنها زمانی می‌توانند شکل بگیرند که ماده تاریک در کیهان موجود باشد.

### سحابی سر اسب

تصویر اقلیدس از سحابی سر اسب ESA25170866

نمایی فوق‌العاده پانوراما و با جزئیاتی از سحابی سر اسب را نشان می‌دهد که با نام بارنارد ۳۳ و بخشی از صورت فلکی شکارچی نیز شناخته می‌شود. با فاصله تقریبی ۱۳۷۵ سال نوری از منظومه ما، سحابی سر اسب - که به صورت ابری تیره به شکل سر اسب قابل مشاهده است. این نزدیک‌ترین منطقه ستاره ساز غول پیکر به زمین است. درست در جنوب ستاره Alnitak، شرقی‌ترین کمربند سه ستاره معروف جبار، و بخشی از ابر مولکولی عظیم جبار است. بسیاری از تلسکوپ‌های دیگر از سحابی سر اسب عکس گرفته‌اند، اما هیچ‌کدام از آن‌ها قادر به ایجاد چشم‌اندازی واضح و گسترده‌ای که اقلیدس تنها با یک رصد ثبت می‌کند، نیست. اقلیدس این تصویر از سر اسب را در حدود یک ساعت ثبت کرد که نشان دهندهٔ توانایی مأموریت در تصویربرداری بسیار سریع از یک منطقهٔ بدون پیشینه از آسمان با جزئیات بالا است.

### کهکشان مارپیچی آی‌سی ۳۴۲

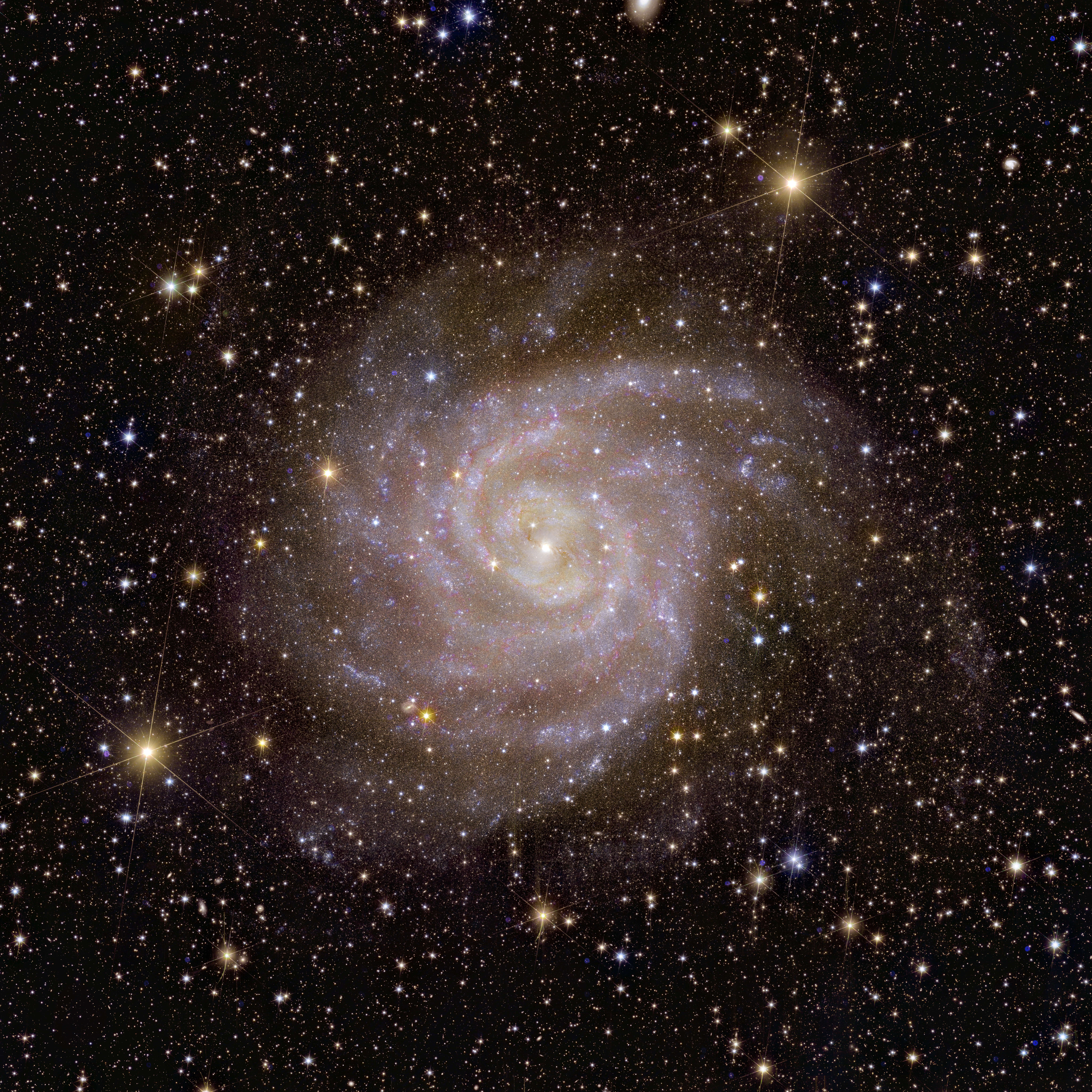
کهکشان مارپیچی آی‌سی ۳۴۲ ESA25170723 از دیدگاه اقلیدس

پردازش تصویر این کهکشان برای ما دشوار است، زیرا در پشت دیسک شلوغ کهکشان راه شیری قرار دارد و بنابراین غبار، گاز و ستاره‌ها دید را مبهم می‌کنند. اقلیدس با کمک حساسیت بالا و اپتیک فوق‌العاده توانست این تصویر واضح را تهیه کند: اقلیدس از ابزار فروسرخ نزدیک خود برای نظاره غبار و اندازه‌گیری نور بسیاری از ستارگان سرد و کم جرمی که بر جرم کهکشان غالب هستند استفاده کرد. [جزئیات فنی: داده‌های این تصویر تنها در پنج ساعت مشاهده به‌دست آمده است. این تصویر رنگی با ترکیب داده‌های VIS و نورسنجی NISP در باندهای Y و H به دست آمد. اندازه آن ۸۸۰۰ در ۸۸۰۰ پیکسل است. VIS و NISP مشاهدهٔ منابع نجومی را در چهار محدودهٔ طول موج مختلف امکان‌پذیر می‌کنند. انتخاب‌های زیبایی‌شناسی منجر به انتخاب سه باند از این چهار باند برای پخش در کانال‌های رنگی سنتی قرمز-سبز-آبی شد که برای نمایش تصویرهای روی صفحه‌های دیجیتال (RGB) ما استفاده می‌شوند. کانال‌های آبی، سبز و قرمز، کیهانی را که اقلیدس آن را می‌بیند، به ترتیب با طول موج ۰٫۷، ۱٫۱ و ۱٫۷ میکرون می‌گیرند. این به اقلیدس یک پالت رنگ متمایز می‌دهد: ستارگان داغ رنگی سفید-آبی دارند، گاز هیدروژن برانگیخته در کانال آبی ظاهر می‌شود، و نواحی غنی از غبار و گاز مولکولی رنگ قرمز شفافی دارند.

### کهکشان نامنظم میله‌ای ان‌جی‌سی ۶۸۲۲

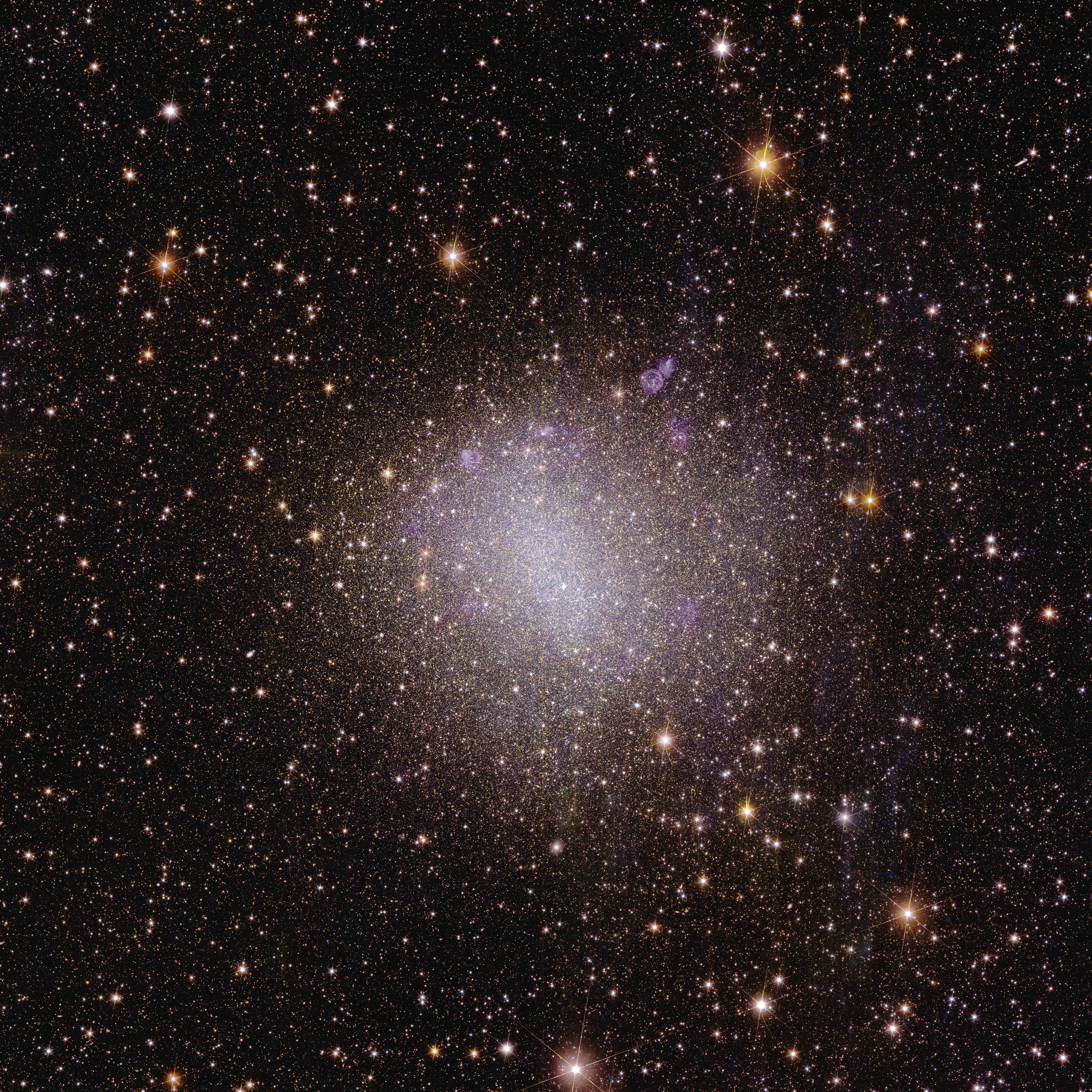
کهکشان نامنظم میله‌ای ان‌جی‌سی ۶۸۲۲ ESA25170768 از دیدگاه اقلیدس

اقلیدس برای ایجاد یک نقشه سه‌بعدی از کیهان، نور کهکشان‌ها را تا ۱۰ میلیارد سال نوری رصد می‌کند. بیشتر کهکشان‌ها در کیهان اولیه شبیه به مارپیچ منظم و اصلی نیستند، نامنظم و کوچک‌اند.

### کهکشان خوشه کروی ان‌جی‌سی ۶۳۹۷

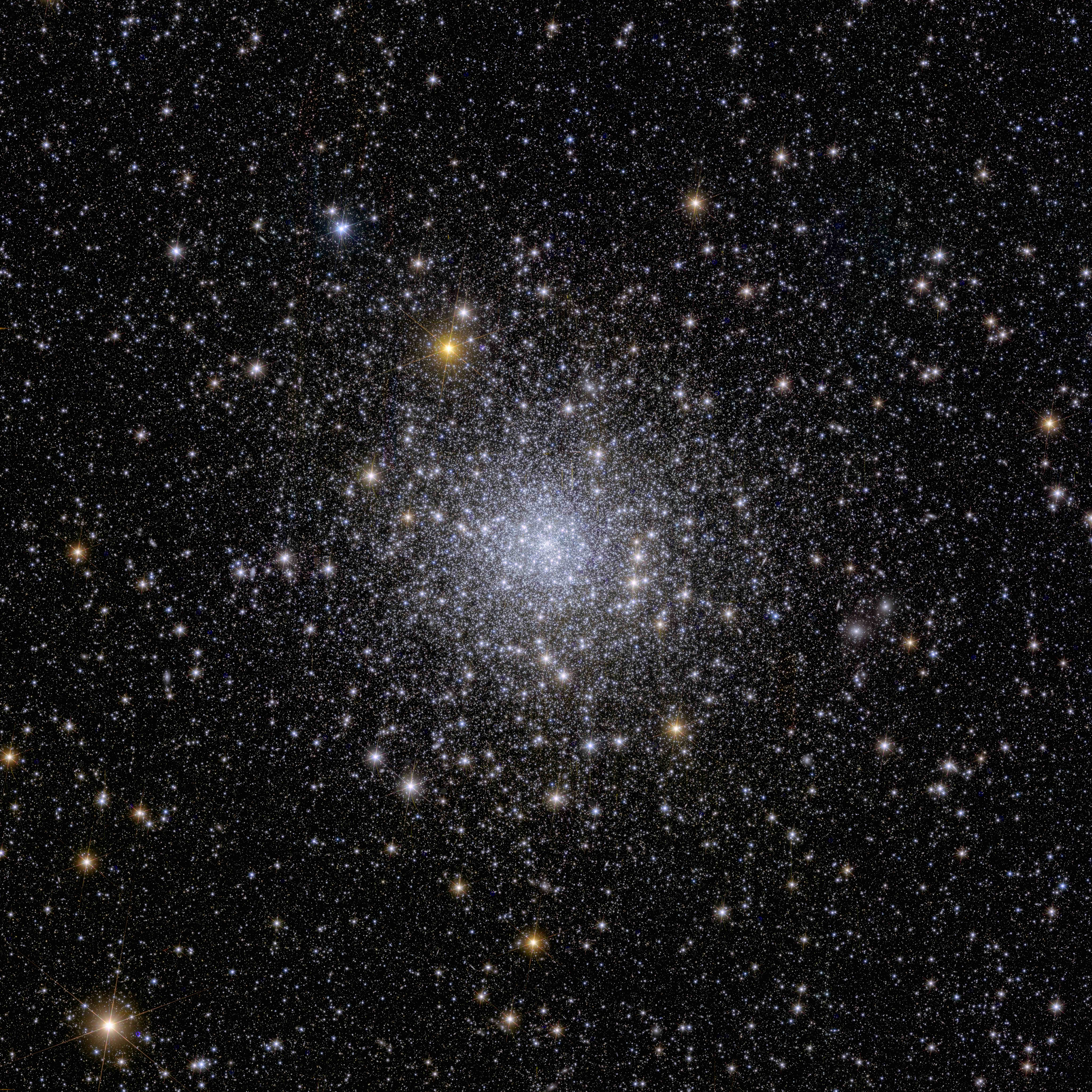
کهکشان خوشه کروی ان‌جی‌سی ۶۳۹۷ ESA25170813 اقلیدس

خوشه‌های کروی مجموعه‌ای از صدها هزار ستاره هستند که توسط گرانش در کنار هم قرار گرفته‌اند. ان‌جی‌سی ۶۳۹۷ که در فاصله ۷۸۰۰ سال نوری از زمین قرار دارد، دومین خوشه کروی نزدیک به ما است. همراه با دیگر خوشه‌های کروی در دیسک کهکشان راه شیری، جایی که بیشتر ستارگان در آن قرار دارند، می‌چرخد.